# 갈매기처녀
갈매기처녀는 한국방송공사 2TV 드라마이다.

## 제작진
- 극본 : 박조열
- 연출 : 최상현

## 출연진
- 박혜숙
- 서승현
- 송재호
- 윤미라
- 이경진